# Three Hills
Three Hills is een plaats (town) in de Canadese provincie Alberta en telt 3089 inwoners (2006).

## Geboren
- Willie DeWit (13 juni 1961), bokser